# 北京警察学院
40°14′59″N 116°10′21″E / 40.249649°N 116.172592°E
北京警察学院，是一所位于北京市的公安类普通本科高等院校，隶属北京市公安局。学院提供公安大专教育、公安普通本科教育、成人大专教育、党校函授教育、在职公安培训等教育方式。

## 历史
- 1949年，创建北平市人民政府公安局公安学校。
- 1949年，更名北京市公安学校。
- 1966年，撤销北京市公安学校。
- 1981年，复校，更名北京市人民警察学校，开展中专教育。
- 1984年，升格北京人民警察学院，成为提供大专教育的成人高校。
- 2003年9月，迁至北京市昌平区南口镇虎峪风景区。
- 2006年，升格北京警察学院，提供普通本科教育。[2]
- 2007年2012年，暂停本科招生。[3]
- 2012年至今，恢复本科招生。[4]

## 院系设置
- 侦查系、治安管理系、交通系、刑事科学技术系
- 理论教研部、公安业务教研部、文化教研部、警体教研部、公安科技教研部